# Stenostomum apiculatum
Stenostomum apiculatum är en måreväxtart som beskrevs av Nathaniel Lord Britton och Paul Carpenter Standley. Stenostomum apiculatum ingår i släktet Stenostomum och familjen måreväxter. Inga underarter finns listade i Catalogue of Life.